# Aliansce Sonae
A Aliansce Sonae foi a maior administradora de shopping centers do Brasil, resultante da fusão entre Aliansce Shopping Centers e Sonae Sierra Brasil, duas das maiores empresas do setor.
Na época, a combinação de negócios resultou em um portfólio de 62 shoppings, presentes em 40 municípios nas cinco regiões do país, com mais de 11.000 lojas.
A Aliansce Sonae se posicionava como uma plataforma de serviços, entretenimento, lifestyle e compras, apresentando seus shoppings como hubs de soluções, destinos de convivência e espaços de oportunidades para empreendedores e atua desde o planejamento e desenvolvimento do projeto até o gerenciamento da estrutura, gestão financeira, comercial, jurídica e operacional de shopping centers.
Sete meses após a fusão entre a Aliansce Sonae e brMalls, a marca ALLOS foi lançada em agosto de 2023.

## História
A Aliansce iniciou suas atividades em 1975 como Nacional Iguatemi, com a inauguração do Shopping da Bahia, primeiro shopping da região Nordeste e o quarto do Brasil. Em 2004, nasce a Aliansce Shopping Centers, fruto de uma joint venture entre a Nacional Iguatemi e a norte-americana General Growth Properties (GGP).
A Sonae Sierra Brasil, filial brasileira da Sonae Sierra, empresa do grupo português Sonae iniciou suas atividades em 2002, com a inauguração do Parque Dom Pedro Shopping, em Campinas, no interior de São Paulo, maior shopping da América Latina em extensão territorial contínua.
Em agosto de 2019, ocorreu a fusão das empresas Aliansce Shopping Centers e Sonae Sierra Brasil. A operação somou os então 31 empreendimentos da Aliansce aos 9 da Sonae, totalizando 40 shoppings.
Em 2023, surge a Aliansce Sonae + brMalls, a partir da fusão com a brMalls, criando a líder em administração de shoppings no Brasil. Após a operação, a brMalls se tornou subsidiária integral da Aliansce Sonae. A combinação de negócios resultou em um portfólio de 62 shoppings, presentes em 40 municípios nas cinco regiões do país, com mais de 11.000 lojas.
Em agosto de 2023, após um trabalho de branding, ALLOS foi o nome escolhido para a nova companhia. A marca ALLOS foi criada a partir da palavra grega allelon que significa que duas ou mais coisas ou espécies são da mesma natureza, da mesma qualidade.